# K. A. Applegate
Katherine Alice Applegate (19 de julio de 1956, Míchigan) es una escritora estadounidense, autora de la novela "The one and only Ivan" por la cual recibió en 2013 el importante premio literario Newbery Medal. Es conocida igualmente por libros como Animorphs, Remnants, Everworld y otras series de libros, aunque algunos de estos libros están escritos por escritores fantasmas. También utiliza un pseudónimo masculino Los libros más populares de Applegate son los de ciencia ficción, fantasía y aventura. Ganó el premio a las mejores series de libros juveniles(Best New Children's Book Series en 1997 en Publishers Weekly. Su libro Home of the Brave ha ganado dos premios. Actualmente está trabajando en una serie llamada Roscoe Riley Reglamento.

## Biografía
Applegate nació en Míchigan, Estados Unidos, el 19 de julio de 1956. Desde entonces ha vivido en Texas, Florida, California, Minnesota, Illinois, Carolina del Norte, y después de vivir durante un año en la localidad de Pelago (Italia), vuelve al sur de California.
En 1997, ella y su marido tuvieron a su primer hijo, quien desde entonces se ha revelado como una mujer transgénero. En 2003 ella y su marido, Michael Grant, coautor de muchos proyectos incluidos Animorphs y Everworld, fueron a China para adoptar a Julia.
Cuando terminó de escribir Animorphs, Applegate se tomó tres años de descanso. Volvió a la actividad con el libro "The Buffalo Storm", la novela para lectores jóvenes "Home of the Brave" y los primeros capítulos de la serie "Roscoe Riley Rules". Su libro "Home of the Brave" ganó el premio SCBWI 2008 Golden Kite al mejor libro de ficción, el premio Bank Street 2008 Josette Frank, y el premio al libro honorífico Judy López Memorial

### Últimos trabajos
- Home of the Brave
- The Buffalo Storm
- Roscoe Riley Rules
- Beach Blondes, A Summer Novel
- Tan Lines, A Summer Novel

### Libros compartidos
- animorphs 1: The Andalite's Gift
- animorphs 2: In the Time of Dinosaurs
- animorphs 3: Elfangor's Secret
- aniamorphs 4: Back to Before
- The Andalite Chronicles
- The Hork-Bajir Chronicles
- The Ellimist Chronicles
- Visser
- Alternamorphs 1: The First Journey
- Alternamorphs 2: The Next Passage

### Remnants
1. The Mayflower Project
2. Destination Unknown
3. Them
4. Nowhere Land
5. Mutation
6. Breakdown
7. Isolation
8. Mother, May I?
9. No Place Like Home
10. Lost and Found
11. Dream Storm
12. Aftermath
13. Survival
14. Begin Again

### Everworld
- Everworld #1: Search for Senna
- Everworld #2: Land of Loss
- Everworld #3: Enter the Enchanted
- Everworld #4: Realm of the Reaper
- Everworld #5: Discover the Destroyer
- Everworld #6: Fear the Fantastic
- Everworld #7: Gateway to the Gods
- Everworld #8: Brave the Betrayal
- Everworld #9: Inside the Illusion
- Everworld #10: Understand the Unknown
- Everworld #11: Mystify the Magician
- Everworld #12: Entertain the End

## Making Out
- Zoey Fools Around
- Jake Finds Out
- Nina Won't Tell
- Ben's In Love
- Claire Gets Caught
- What Zoey Saw
- Lucas Gets Hurt
- Aisha Goes Wild
- Zoey Plays Games
- Nina Shapes Up
- Ben Takes a Chance
- Claire Can't Lose
- Don't Tell Zoey
- Aaron Lets Go
- Who Loves Kate?
- Lara Gets Even
- Two-Timing Aisha
- Zoey Speaks Out
- Kate Finds Love
- Never Trust Lara
- Trouble with Aaron
- Always Loving Zoey
- Lara Gets Lucky
- Now Zoey's Alone
- Don't Forget Lara
- Zoey's Broken Heart
- Falling for Claire
- Zoey Comes Home

## Miscelánea
- Harlequin Enterprises romance novels, as Katherine Kendall
- Girl Talk novels, as L.E. Blair
- Ocean City series (republished as Making Waves)
- Summer series (confusingly this series was originally published as Making Waves in the UK)
- Boyfriends/Girlfriends series (republished as Making Out)
- Barf-O-Rama series, as Pat Pollari
- Disney's The Little Mermaid series
- Disney's Aladdin series, as both A.R. Plumb and her own name
- Silver Creek Riders series, as Beth Kincaid
- Love Stories series
- The Story of Two American Generals: Benjamin O. Davis Jr. and Colin L. Powell
- The Very Best Jinx McGee
- Disney's Christmas with all the Trimmings: Original Stories and Crafts from Mickey Mouse and Friends
- Disney's Enter if you Dare: Scary Tales from the Haunted Mansion, as Nicholas Stephens